# Rebecca Sattin
Rebecca Sattin (Honiara, Islas Salomón, 29 de octubre de 1980) es una deportista australiana que compitió en remo.
Participó en los Juegos Olímpicos de Atenas 2004, obteniendo una medalla de bronce en la prueba de cuatro scull. Ganó tres medallas en el Campeonato Mundial de Remo, en los años 2001 y 2002.

## Palmarés internacional
| Juegos Olímpicos   | Juegos Olímpicos | Juegos Olímpicos  | Juegos Olímpicos   |
| Año                | Lugar            | Medalla           | Prueba             |
| ------------------ | ---------------- | ----------------- | ------------------ |
| 2004               | Atenas (Grecia)  | Medalla de bronce | Cuatro scull       |
| Campeonato Mundial |                  |                   |                    |
| Año                | Lugar            | Medalla           | Prueba             |
| 2001               | Lucerna (Suiza)  | Medalla de oro    | Ocho con timonel   |
| 2002               | Sevilla (España) | Medalla de oro    | Cuatro sin timonel |
| 2002               | Sevilla (España) | Medalla de plata  | Ocho con timonel   |